# Coppa Anglo-Italiana 1971
La Coppa Anglo-Italiana 1971 è stata la seconda edizione del torneo, al quale parteciparono dodici squadre (sei italiane e sei inglesi) divise in due gironi.
L'edizione fu vinta dagl'inglesi del Blackpool, al primo trionfo internazionale della loro storia.

## Squadre partecipanti
Le 12 squadre partecipanti furono divise in tre gruppi, all'interno dei quali vennero abbinate due italiane e due inglesi.
| Gruppo | Inglesi                        | Italiane          |
| ------ | ------------------------------ | ----------------- |
| 1      | Huddersfield Town Swindon Town | Bologna Sampdoria |
| 2      | Crystal Palace West Bromwich   | Cagliari Inter    |
| 3      | Blackpool Stoke City           | Roma Verona       |

## Risultati

### Fase a gruppi

#### Gruppo 1
| Arbitro: | Monti |

|                     |           |  |
| Ellam 12’ Smith 67’ | Marcatori |  |

| Arbitro: | Angonese |

|                     |           |                     |
| Noble 11’ Gough 60’ | Marcatori | 26’ Rizzo 86’ Prini |

| Arbitro: | Francescon |

|                     |           |                                 |
| Noble 58’ Smith 85’ | Marcatori | 17’ Savoldi 65’, 79’ Bulgarelli |

| Arbitro: | Gonella |

|                                                      |           |                 |
| Horsfield 13’ Noble 26’ Peplow 29’ Rogers 86’ (rig.) | Marcatori | 77’ Francesconi |

| Arbitro: | Tinkler |

|                             |           |                             |
| Francesconi 43’ Cristin 79’ | Marcatori | 69’, 76’Chapmann 86’ Cherry |

| Arbitro: | Thomas |

|                                     |           |          |
| Bulgarelli 36’ Rizzo 67’ Cresci 90’ | Marcatori | 81’Noble |

| Arbitro: | Wallace |

|           |           |  |
| Rizzo 61’ | Marcatori |  |

| Arbitro: | Sinclair |

|                   |           |                     |
| Suárez 77’ (rig.) | Marcatori | 7’ Peplow 89’ Noble |

#### Gruppo 2
| Arbitro: | Francescon |

|              |           |  |
| Tambling 27’ | Marcatori |  |

| Arbitro: | Sbardella |

|          |           |            |
| Wile 30’ | Marcatori | 60’ Oriali |

| Arbitro: | Carminati |

|           |           |                           |
| Astle 81’ | Marcatori | 32’ Mancin 87’ Domenghini |

| Arbitro: | Angonese |

|                |           |                |
| Birkenhall 10’ | Marcatori | 71’ Boninsegna |

| Arbitro: | Walker |

|             |           |  |
| Bertini 53’ | Marcatori |  |

| Arbitro: | Smith |

|              |           |  |
| Riva 6’, 70’ | Marcatori |  |

| Arbitro: | Tuncher |

|              |           |                   |
| Burgnich 47’ | Marcatori | 15’, 53’ Tambling |

| Arbitro: | Honewood |

|                |           |  |
| Domenghini 75’ | Marcatori |  |

#### Gruppo 3
| Arbitro: | Carminati |

|                                     |           |                            |
| Burns 15’ Suddick 27’ Nicholson 89’ | Marcatori | 25’, 70’ Clerici 77’ Orazi |

| Arbitro: | Giunti |

|                         |           |                       |
| Greenhoff 13’ Smith 58’ | Marcatori | 62’ La Rosa 75’ Vieri |

| Arbitro: | Monti |

|                   |           |                               |
| Bertini 3’ (aut.) | Marcatori | 45’, 83’ Vieri 68’ Cappellini |

| Arbitro: | R.Lattanzi |

|                      |           |  |
| Ritchie 53’ Jump 78’ | Marcatori |  |

| Arbitro: | Homewood |

|  |           |             |
|  | Marcatori | Ritchie 56’ |

| Arbitro: | Wallace |

|             |           |                                                |
| Clerici 53’ | Marcatori | 8’ Ainscow 65’ Suddaby 66’ Wann 85’ Hutchinson |

| Arbitro: | Walker |

|                                |           |            |
| Clerici 30’ (rig.), 83’ (rig.) | Marcatori | 88’Ritchie |

| Arbitro: | Smith |

|              |           |                            |
| Petrelli 89’ | Marcatori | 60’ Bentley 87’ Hutchinson |

Per determinare le classifiche, i punti in classifica vengono sommati alle reti realizzate.

#### Girone italiano
| Squadra   | Pt | V | N | P | GF | GS | G+P |
| --------- | -- | - | - | - | -- | -- | --- |
| Bologna   | 7  | 3 | 1 | 0 | 9  | 5  | 16  |
| Cagliari  | 6  | 3 | 0 | 1 | 5  | 2  | 11  |
| Roma      | 3  | 1 | 1 | 2 | 6  | 6  | 9   |
| Verona    | 3  | 1 | 1 | 2 | 6  | 10 | 9   |
| Inter     | 4  | 1 | 2 | 1 | 4  | 4  | 8   |
| Sampdoria | 0  | 0 | 0 | 4 | 4  | 11 | 4   |

- Qualificato alla finale:  Bologna

#### Girone inglese
| Squadra           | Pt | V | N | P | GF | GS | G+P |
| ----------------- | -- | - | - | - | -- | -- | --- |
| Blackpool         | 5  | 2 | 1 | 1 | 10 | 8  | 15  |
| Swindon Town      | 5  | 2 | 1 | 1 | 9  | 7  | 14  |
| Stoke City        | 5  | 2 | 1 | 1 | 6  | 4  | 11  |
| Huddersfield Town | 4  | 2 | 0 | 2 | 7  | 6  | 11  |
| Crystal Palace    | 5  | 2 | 1 | 1 | 4  | 4  | 9   |
| West Bromwich     | 1  | 0 | 1 | 3 | 2  | 5  | 3   |

- Qualificato alla finale:  Blackpool

### Finale
| Arbitro: | Schiller |

| |              | |
| Pace 31’ | Marcatori    | 61’ Craven 99’ Burns                                                                                               |
| · Vavassori · Roversi · Fedele · Cresci · Janich · Gregori · 100’ Perani · Rizzo · Savoldi · 75’ A.Scala · Pace | Formazioni   | · Burridge · Bentley · Hatton · Ainscow 98’ · Alcock · Suddaby · Burns · Green · Craven 103’ · Suddick · Hutchison |
| · 75’ Pasqualini · 100’ Ghetti                                                                                  | Sostituzioni | · 98’ Wann · 103’ Johnston                                                                                         |
| Edmondo Fabbri                                                                                                  | Allenatori   | Bob Stokoe |